# Sexpartner
| Sexpartner |
| --- |
| - Betydelse – individ inblandad i sexuell relation med en eller flera andra - Mål – sexuell förökning eller tillfredsställelse - Exempel (människan) – engångsligg, fast relation, "knullkompis", porrskådespelare, prostituerad/sexköpare |

En sexpartner eller sexualpartner (även könspartner) är en individ som man har sex med. Hos växter och djur med sexuell förökning är en sexpartner en förutsättning för lyckad fortplantning. Samvaron sker ofta genom kontakt mellan könsorgan, där könsceller kan utbytas mellan individerna. För att trygga en god överlevnad för avkomman, har de sexpartner som blir föräldrar ofta en längre och fastare social relation; detta bekräftas hos människor ofta genom äktenskap eller registrerat partnerskap. Människor kan hitta en sexpartner genom av olika typer av dejtande. 

## Olika djur
Valet av sexpartner benämns naturligt urval (könsurval) eller sexuell selektion, vilket kan styras av sexuell attraktion baserat på personligt intresse eller sociala normer. Det naturliga urvalet har lett till utvecklandet av olika drag hos män och kvinnor (hanar och honor) som anses attraktiva, inklusive lång stjärt hos påfågeltuppar, stor krona hos kronhjortstjuren och kurvighet på en kvinnas kropp. Hos människor är även språklig kommunikation i ord viktigt för att ta reda på om två individer kan trivas med varandra.
Hos många djurarter är parrelation normen, men den kan vara mer eller mindre långlivad. I fågelvärlden utvecklar vissa arter livslånga relationer, medan andra endast umgås i samband med parningen och kanske aldrig igen. Hos många "monogama" fågelarter med långa relationer sker dock parningar vid sidan av parbildningen, och denna otrohet är vanlig även hos människan. Traditionellt och historiskt har män haft dubbelt så många sexpartner genom livet än kvinnor, men denna skillnad har på senare år börjat jämnas ut. 1960-talets sexuella revolution med bättre preventivmedel och en högre kulturell acceptans för promiskuitet ses som en delförklaring.

## Olika sorters sexpartner
Vid sidan av den ökande acceptansen av tillfälliga sexuella förbindelser finns det kontroversiella yrkesmässigt säljandet och köpandet av sexuella tjänster, vilket i många länder är olagligt. Detta kan ske i form av fysisk prostitution, webbkameramodellande eller produktion av pornografi. Inom de två sistnämnda yrkesgrenarna är det dock vanligt med fast sexpartner hos fristående entreprenörer utanför den större porrfilmsbranschen.
Andra typer av sexpartner inkluderar "knullkompisar" (KK) – med vänner som även har sex ihop – eller människor som lever i mer varierade relationer. Detta kan inkluderar polygama eller polyamorösa relationer, där samvaron eller relationerna konstrueras annorlunda än hos traditionella parbildningar. Många människor experimenterar med trekanter, och denna samvaro är även en av de vanligaste sexuella fantasierna. 

## Olagligt eller olika roller
Sexpartner kan även vara inblandade i hemliga eller olagliga sexuella relationer, där en eller båda träffas utan deras "ordinarie" sexpartners vetskap. Våldtäkt eller sexuella övergrepp är situationer där det sexuella partnerskapet är bristfälligt eller icke-existerande.
En sexpartner kan vara involverad i en sexuell relation där man leker med olika roller och maktförskjutningar. Detta är vanligt inom den typ av sexuell lek som utövas inom BDSM-kulturen. 